# Les Cheminées
Les Cheminées est un tableau de František Kupka, peint en 1906. Il mesure 47 cm sur 55,5 cm et est conservé au musée d'Orsay à Paris. Il représente des cheminées d'usine se détachant sur un ciel nuageux.
La toile est dédiée à son ami Duchamp-Villon.
Ce tableau fait partie des dernières œuvres de František Kupka dans le style figuratif puisque l'artiste s'oriente vers un style abstrait à partir de 1910.

## Historique
En 1933, les Musées nationaux achètent la toile à la Galerie Fischer-Kiener pour le Musée d'Orsay.